# Arachnitis
Arachnitis, monotipslki biljni rod iz porodice Corsiaceae, dio reda ljiljanolike. Jedina vrsta u rodu je A. uniflora, mikoheterotrofna biljka koja ne može vršiti proces fotozintezu, nego mnoge hranjive sastojke dobiva iz gljivica roda Glomus koje žive na njezinim korijenima.
Vrsta je raširena po Južnoj Americi (Peru, Bolivija, Argentina, Čile, Falklandski otoci)

## Sinonimi
- Achratinis Kuntze

## Vanjske poveznice
- Arachnitis uniflora: first report of Corsiaceae for the Peruvian Flora
- Genetic diversity and evolution of arbuscular mycorrhizal fungi in Arachnitis uniflora